# Hemi

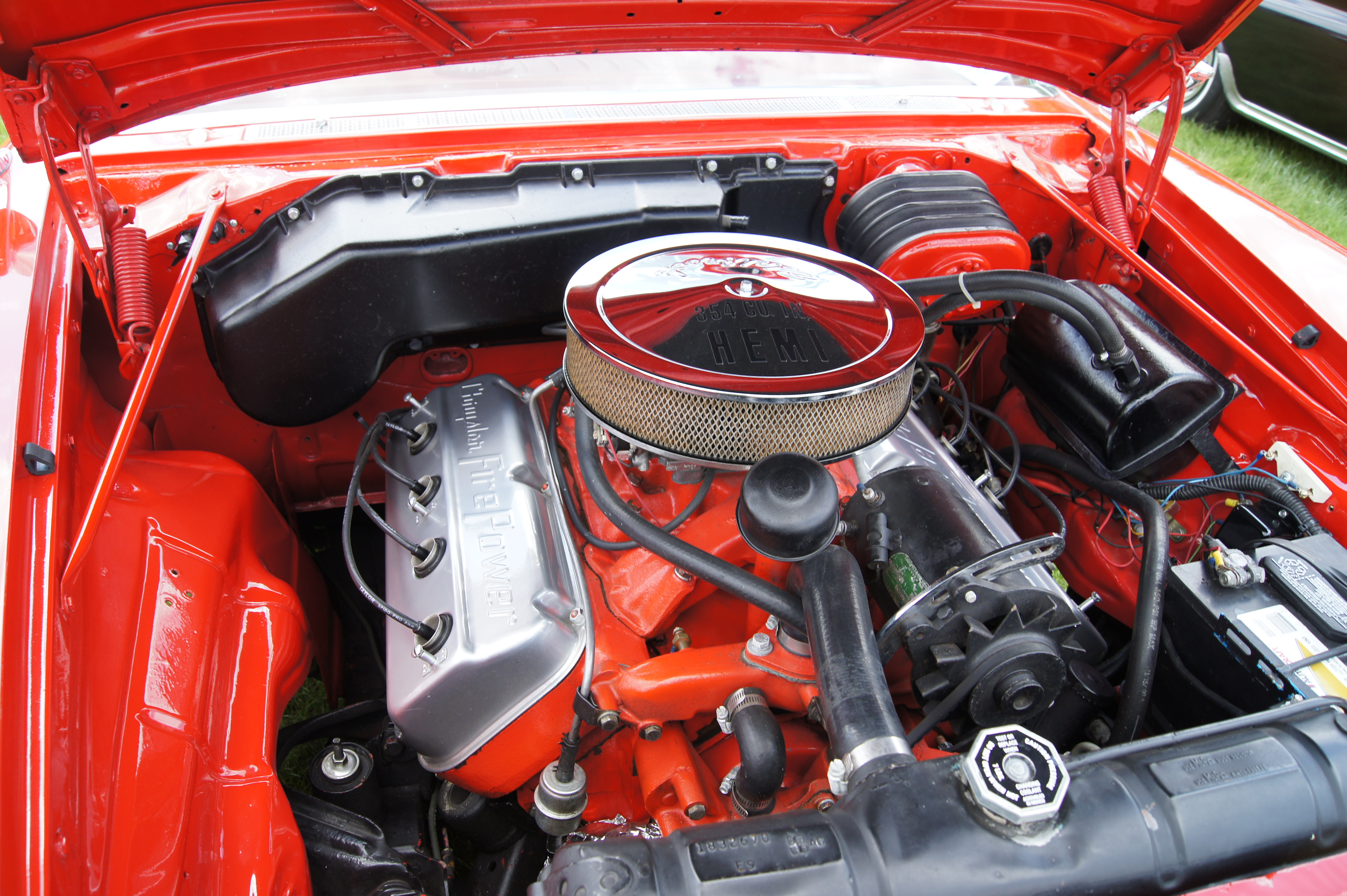
Silnik Hemi w DeSoto Fireflite z 1959 roku

HEMI – typ silnika spalinowego wyposażony w głowicę o półkulistych komorach spalania, przez co można zainstalować tylko 2 zawory na jednej ze ścian półsferycznych cylindra. Nazwa to skrót angielskiego słowa "hemispherical" (półkulisty). Pierwszy silnik HEMI został użyty w 1903 roku przez belgijskiego konstruktora samochodów Pipe. Następnie zaczęto je stosować w samochodach Peugeot i Jaguar. Po 30 latach silniki typu HEMI zaczęto ponownie instalować w samochodach koncernu Chrysler, przez co stały się jednym z ich symboli od lat 50. Od 2000 roku są znowu dostępne na rynku. Obecnie silniki tego typu stosowane są w pojazdach amerykańskich marek Chrysler, Dodge, Jeep, dawniej także Plymouth, Ford.